# Indeks telesne mase
Indeks telesne mase (ITM, angl. BMI, body mass index) je antropološka mera, definirana kot telesna masa v kilogramih, deljena s kvadratom telesne višine v metrih. Pri primerno prehranjenem odraslem znaša med 21,4 in 25,6, pod 21,4 pomeni podhranjenost, nad 25,6 pa prenahranjenost. Praviloma viri opredeljujejo zvečano telesno maso pri vrednostih ITM nad 25, debelost pa nad 30.
Indeks telesne mase ima značilno soodvisnost s količino telesnega maščevja, še posebej visoko specifičnost ima pri tistih ljudeh z največjim presežkom telesnega maščevja. Značilno korelira tudi z arterijsko hipertenzijo, dislipidemijo in drugimi znaki presnovnega sindroma.

## Izračun
| Enote  | 1 Metrične 0 Imperialne |
| Masa   | kg lbs                  |
| Višina | cm feet inches          |
| BMI    | kg/m2                   |

| {\displaystyle \mathrm {ITM} } | {\displaystyle ={\frac {{\text{telesna masa}}({\text{kg}})}{\left({\text{višina}}({\text{m}})\right)^{2}}}} |

## Vrednosti
Razvrstitev vrednosti indeksa telesne mase po definiciji Svetovne zdravstvene organizacije:
|  | Kategorija                           | ITM (kg/m²) | Telesna masa                    |
|  | ------------------------------------ | ----------- | ------------------------------- |
|  | Huda nedohranjenost                  | ≤ 16,0      | suhost (zmanjšana telesna masa) |
|  | Zmerna nedohranjenost                | 16,0–17,0   | suhost (zmanjšana telesna masa) |
|  | Blaga nedohranjenost                 | 17,0–18,5   | suhost (zmanjšana telesna masa) |
|  | Normalna telesna masa                | 18,5–25,0   | normalna telesna masa           |
|  | Zvečana telesna masa (preadipoznost) | 25,0–30,0   | zvečana telesna masa            |
|  | Debelost stopnje I                   | 30,0–35,0   | debelost                        |
|  | Debelost stopnje II                  | 35,0–40,0   | debelost                        |
|  | Debelost stopnje III                 | ≥ 40,0      | debelost                        |

Vrednosti indeksa telesne mase so neodvisne od starosti, spola in etnične pripadnosti; za določene populacije zato obstaja potreba po prilagoditvi mejnih vrednosti.